# Vánoční vyhazov
Vánoční vyhazov (v anglickém originále I Won't Be Home For Christmas) je 9. díl 26. řady (celkem 561.) amerického animovaného seriálu Simpsonovi. Scénář napsal Al Jean a díl režíroval Mark Kirkland. V USA měl premiéru dne 14. prosince 2014 na stanici Fox Broadcasting Company a v Česku byl poprvé vysílán 1. července 2015 na stanici Prima Cool.

## Děj
Díl začíná sledováním speciálního dílu Kosmických válek Komiksákem a Kumiko Albertsonovou, přičemž Komiksák vyjadřuje šok a rozhořčení nad tím, že čím víc se na tento speciál dívá, tím je horší, a Kumiko prohlašuje, že má plné právo být naštvaný. 
Homer má v plánu splnit Margino štědrovečerní přání tím, že včas odejde z práce a přijede domů oslavit Vánoce se svou rodinou. Poté, co cestou domů s autem havaruje, se zastaví na rychlý drink U Vočka, a když se snaží odejít, Vočko ho přesvědčí, aby tam zůstal, když Homerovi upřímně řekne, jak je osamělý a v depresi. Homer ztratí pojem o čase, a když se konečně dostane domů, Marge je rozzuřená a vyhodí ho s tím, že ho o Vánocích v domě nechce. Homer pak odjíždí na odyseu opuštěným a chladným Springfieldem, přičemž Vočko nechtěně umocňuje jeho smutek tím, že je zaujatý karaoke, když se Homer objeví, aby se s ním pokusil promluvit, a aby toho nebylo málo, Homerovo auto je odtaženo. 
Mezitím Marge bez Homera propadne depresi, ale Bartovi a Líze řekne, že Homerovi nehodlá odpustit. V tu chvíli Vočko, jenž našel Homerovu peněženku, kterou nechal v hospodě, vleze komínem do domu Simpsonových a řekne Marge pravdu o tom, proč byl Homer na Štědrý den pozdě venku. Marge se okamžitě snaží zavolat Homerovi a požádat ho, aby se vrátil domů, ale protože zapomněl telefon v odtaženém automobilu, nakonec ho jde hledat ven. Homer nakonec skončí v místním mizerném kině, kde sleduje depresivní film typu Život je krásný spolu s dalšími ztracenými dušemi, jako jsou Kirk Van Houten, Kočičí dáma a Gil. 
Poté, co Marge pátrá po městě a Homer skončí na depresivním večírku pro zaměstnance obchodního centra, každý z nich prozře – Homer říká, že být o Vánocích bez rodiny je mnohem horší než být s ní, a Marge říká, že by neměla vždycky předpokládat, že Homer dělá hlouposti bezdůvodně. Oba se nakonec na večírku najdou, usmíří se a těší se na šťastný nový rok. 
V závěrečné scéně se objeví záběry z 10. dílu této řady Hádej, kdo nepřijde na večeři.

## Přijetí
Epizodu sledovalo 6,52 milionu diváků, čímž se stala nejsledovanějším pořadem stanice Fox té noci.
Dennis Perkins z The A.V. Clubu udělil dílu známku B−, když řekl: „Mírné potěšení z Vánočního vyhazovu pochází ze seriálu, který se snaží vyždímat trochu srdce a smíchu z čtvrt století dobře prošlé oblasti. Potěšení není zanedbatelné, ale je to snaha.“.
Tato epizoda byla v roce 2016 nominována na cenu Annie za mimořádný scenáristický počin v animované televizní nebo rozhlasové produkci.